# Die Physik des Unmöglichen
Das Buch Die Physik des Unmöglichen ist ein populärwissenschaftliches Werk des amerikanischen Physikers Michio Kaku. 
Das Buch thematisiert unter anderem die physikalische Betrachtung von in Science-Fiction-Werken vorkommender Technik, wie etwa des Tarnumhangs Harry Potters oder der künstlichen Intelligenz. Vorgestellt werden insgesamt 15 Techniken, von denen einige nach Ansicht des Autors Chancen haben, im Laufe der nächsten 100 Jahre realisiert zu werden. Dazu zählen Tarnmäntel, Antimaterie-Antrieb, Warp-Antrieb, Teleportation, Telepathie, Energiewaffen und Lichtschwerter.
Im Buch werden diese Technologien in drei Schwierigkeitsgrade unterteilt. Zur Stufe zwei zählt die Kontaktaufnahme zu Paralleluniversen, in Stufe drei geht es um die nach seiner Ansicht nicht zu lösenden Probleme wie etwa die Konstruktion eines Perpetuum mobile.

## Ausgaben
- Die Physik des Unmöglichen: Beamer, Phaser, Zeitmaschinen. rororo Taschenbuch. Reinbek b. Hamburg 2010. ISBN 978-3-499-62259-5